# Pietra dura

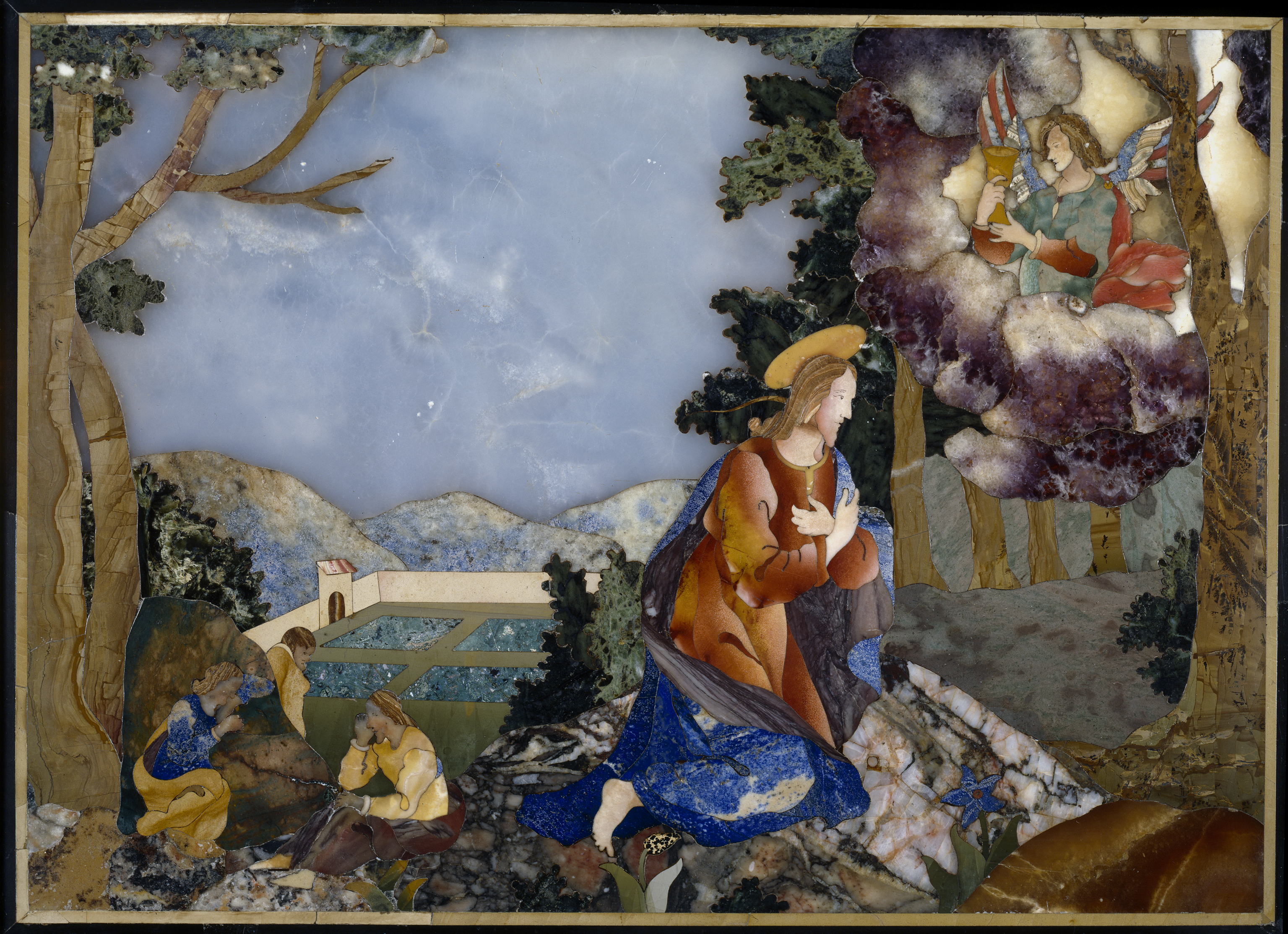
"Oração no Horto", obra de autor desconhecido no Museu do Prado.

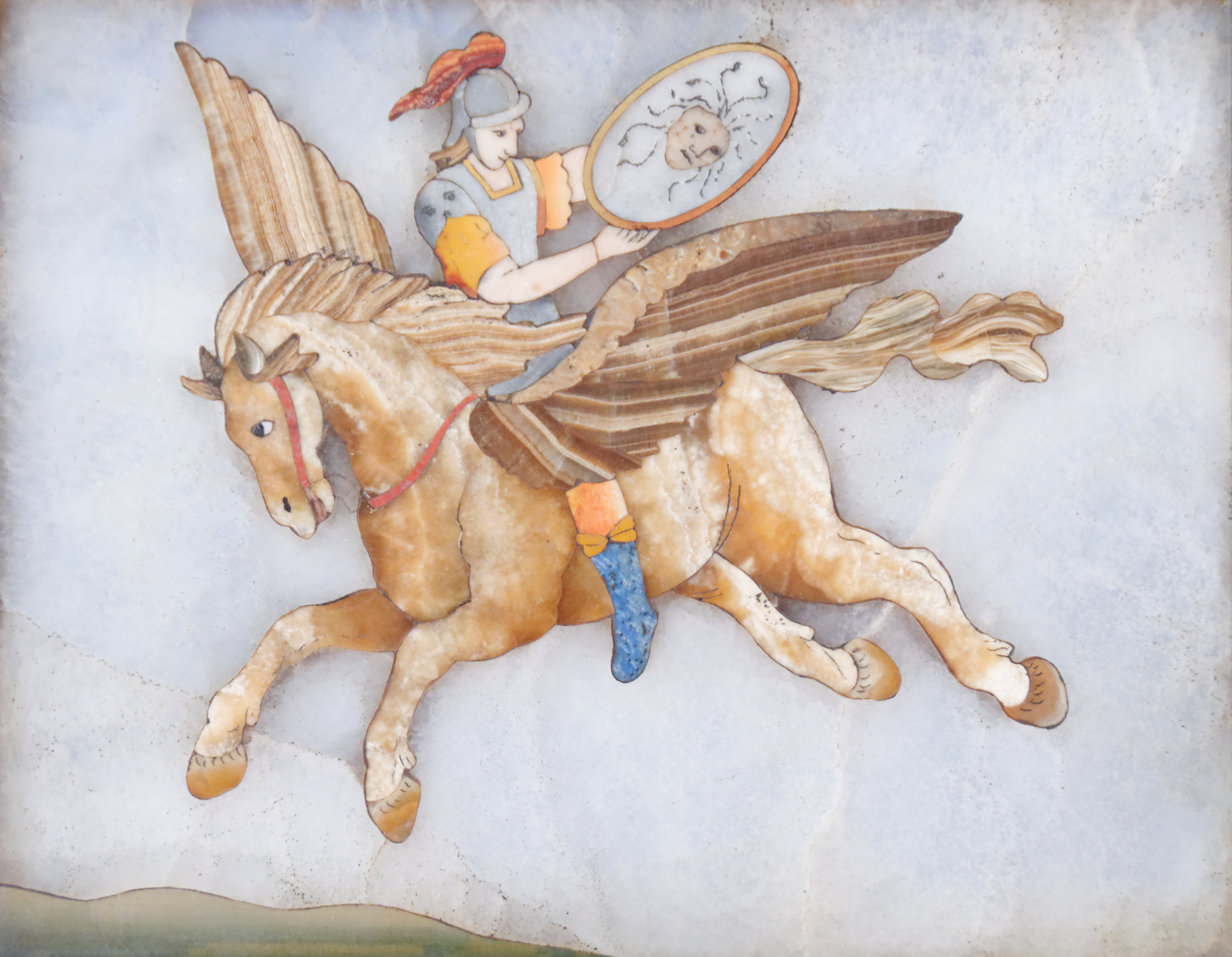
"Perseu e Pégaso", na Sala di Gualdrada do Palazzo Vecchio, em Florença.

Pietra dura ou pietre dure, chamada de parchin kari no sul da Ásia, é uma técnica de incrustação utilizando pedras coloridas, muito polidas, cortadas em formatos específicos e encaixadas para formar imagens. É considerada uma arte decorativa. A figura formada pelas pedras, depois de encaixada livremente, é colada, pedra por pedra, a um substrato depois de ter sido "montada junto de forma tão precisa que o contato entre cada seção torna-se praticamente invisível". A estabilidade da peça era reforçada por sulcos na parte de baixa das pedras para que elas se encaixassem ao substrato e não apenas pelo encaixe de uma pedra na outra. Além disso, toda a imagem era mantida firmemente no lugar pela moldura. Muitas pedras coloridas diferentes, principalmente mármores, eram utilizadas, além de pedras semipreciosas.
A técnica foi utilizada pela primeira vez em Roma, no século XVI, e amadureceu em Florença. Itens em pietra dura são geralmente esculpidos em substratos de mármore verde, branco ou negro. Tipicamente o painel resultante é completamente plano, mas há exemplares onde a imagem está em baixo-relevo, o que dá ao trabalho um ar de escultura em pedra.

## Artes e termos relacionados

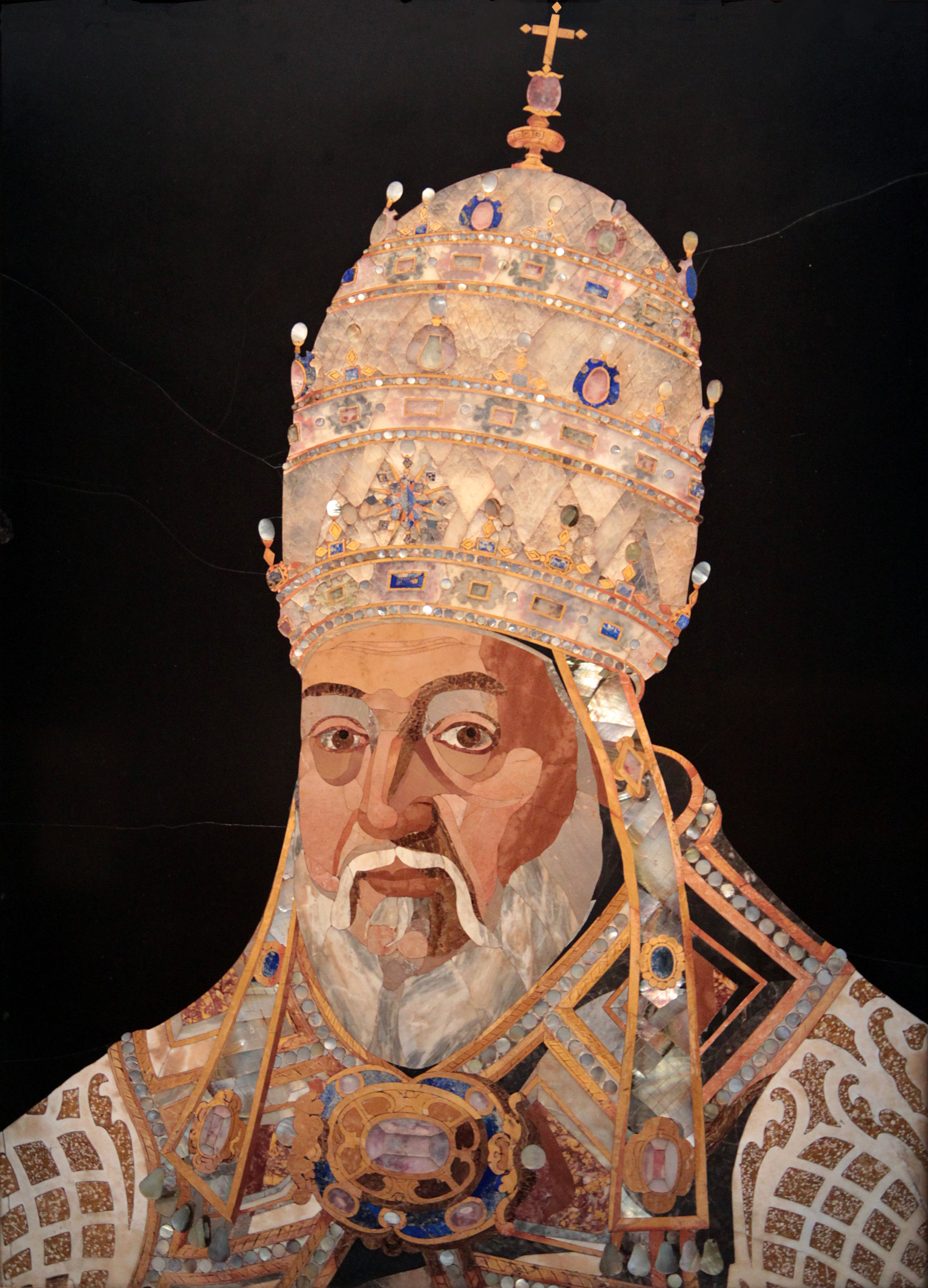
"Papa Clemente VIII Aldobrandini", de Romolo di Francesco Ferrucci del Tadda, no J. Paul Getty Museum, em Los Angeles, EUA.

Pietre dure é um termo plural italiano que significa "pedras duras" e aparece também na forma singular, pietra dura. Ela difere do mosaico por que suas pedras cortadas são muito maiores e cortadas no formato exato que ocuparão na imagem e não em formatos pequenos e padronizados (tésseras). Na pietra dura, as pedras não afixadas com argamassa e geralmente as peças são portáteis. Também não se deve confundir a técnica do micromosaico, uma forma de mosaico utilizando tésseras minúsculas para criar imagens e não apenas padrões geométricos, utilizada em ícones bizantinos e, posteriormente, para criar painéis encaixados em peças de mobiliário ou nas paredes.
Para obras de incrustação em paredes, tetos e pisos que não se encaixem na definição de mosaico, os termos intársia ou cosmatesco são melhores. De forma similar, para obras que usam peças maiores de pedra (ou telhas), o termo opus sectile pode ser utilizado. É comum designar as pietre dure como uma forma de marchetaria em pedra. Finalmente, como uma expressão elevada da arte lapidária, a técnica se aproxima muito da joalheria, mas pode também ser considerada como um ramo da escultura, pois efeitos em três dimensões podem ser obtidos utilizando o baixo-relevo.

## História
A técnica da pietra dura se desenvolveu a partir do opus sectile romano, que, pelo menos em termos de exemplares sobreviventes, era amplamente utilizado em pisos e paredes, tanto em designs geométricos quanto figurativos. Na Idade Média, o cosmatesco, utilizado em pisos e colunas de altares e túmulos continuou o uso das incrustações de pedras de cores diferentes em padrões geométricos. A arte bizantina continuou utilizando pisos encrustados, mas também criou algumas pequenas imagens religiosas através de incrustações em pedra, como na Pala d'Oro da Basílica de São Marcos, em Veneza (apesar de utilizar principalmente esmalte vidrado). Durante o Renascimento italiano, a técnica voltou a ser utilizada para produzir imagens. Os florentinos, que a levaram à sua forma mais desenvolvida, consideravam a pietra dura como uma "pintura em pedra".
Conforme a pietra dura se desenvolvia em Florença, era chamada inicialmente de "opere di commessi" (algo como "obras de encaixe"). O grão-duque Fernando I de Médici da Toscana fundou a "Galeria de Ofícios" (Galleria di'Lavori) em 1588, atual Opificio delle pietre dure, com o objetivo de avançar o estudo desta e outras artes decorativas.
Uma grande variedade de objetos foram criados. Tampos de mesas eram particularmente desejados e estes tendem a ser os maiores exemplares. Itens menores, como medalhões, camafeus, placas de parede, painéis encaixados em portas ou em gabinetes, vasilhas, floreiras, ornamentos de jardim, fontes e bancos, também são comuns. Uma forma muito popular era copiar uma pintura preexistente, geralmente uma figura humana. A técnica foi levada da Itália para praticamente todas as cortes europeias e permaneceu popular até o século XIX, com destaque para Nápoles, que se tornou um dos centros da técnica. No século XX, começou o declínio, estimulado em parte pelo assalto do modernismo, e a técnica acabou reduzida principalmente às obras de restauração.

## Parchin kari
No início do século XVII, pequenos objetos produzidos pelo Opificio se espalharam por toda a Europa e chegaram até a corte do Império Mogol, na Índia, onde a técnica foi imitada e reinterpretada em estilo nativo; sua expressão mais suntuosa está no Taj Mahal. A pietra dura passou a ser chamada de parchin kari, literalmente "incrustação" ou "obra enfiada".
Aproveitando-se da fama mundial do Taj Mahal, há uma exuberante indústria de artefatos em pietra dura em Agra, produzindo de tampos de mesa, medalhões e elefantes até caixas para joias e outros itens de decoração.

## Galeria

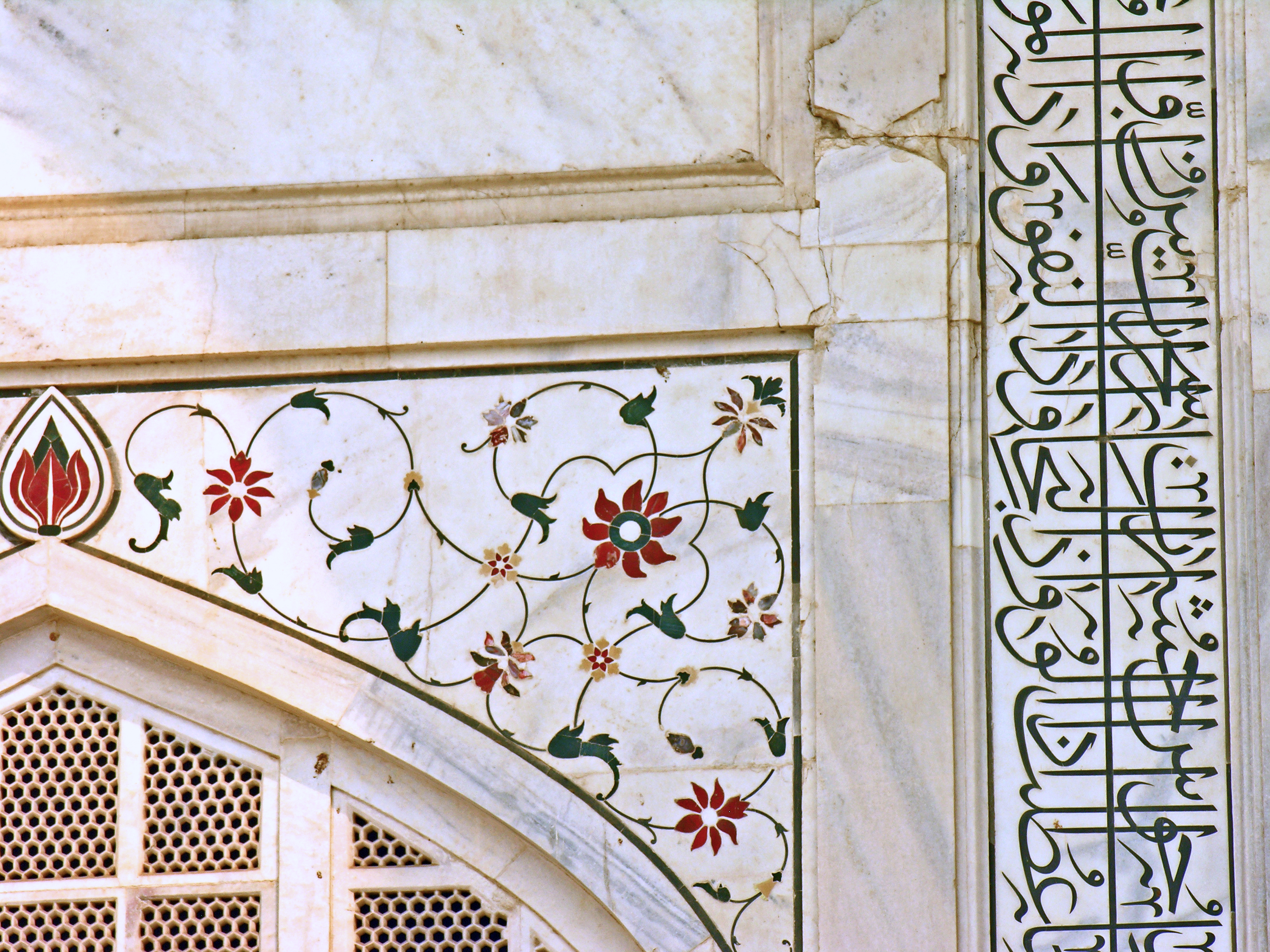
Parchin kari no Taj Mahal, em Agra, na Índia.
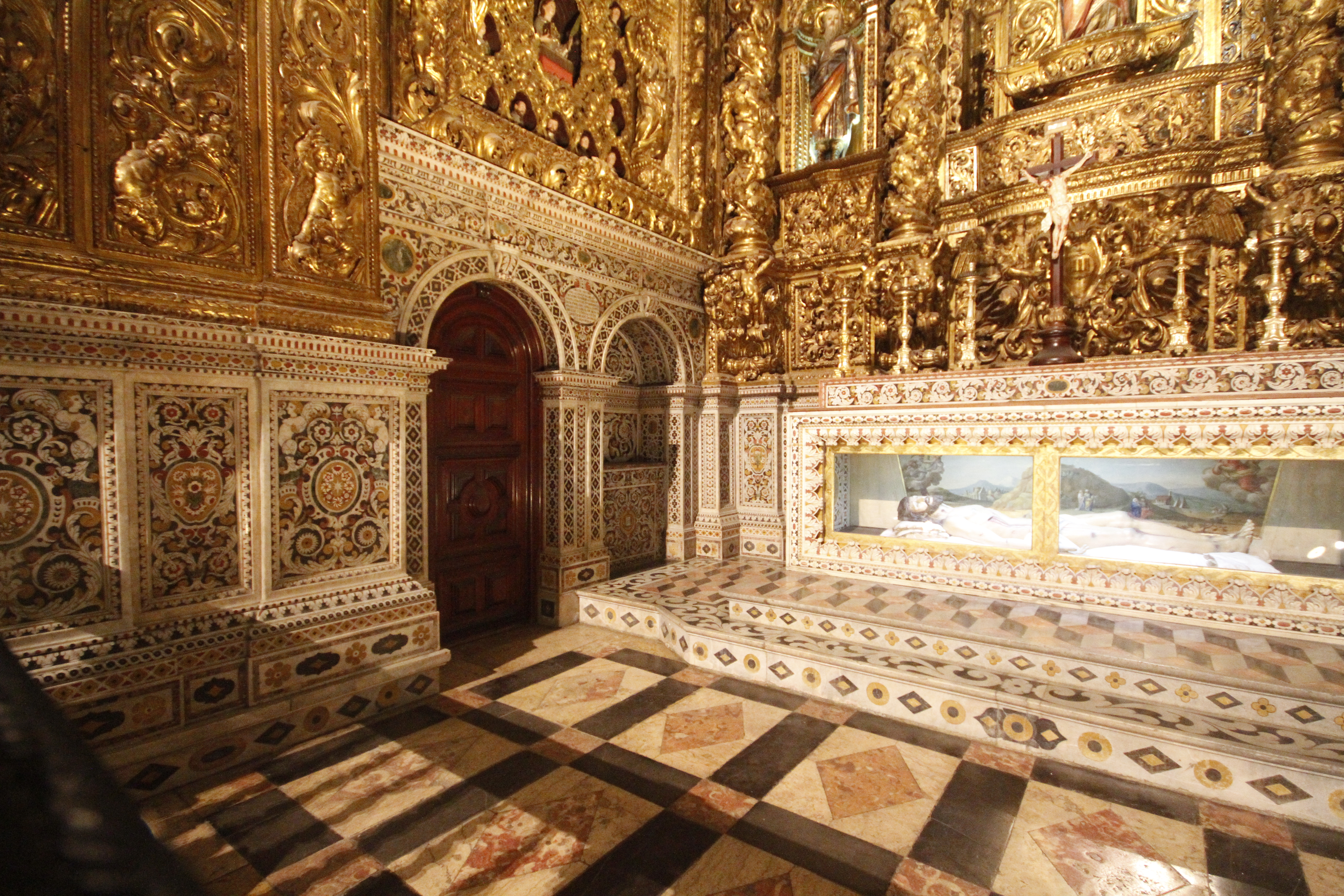
Capela de Nossa Senhora da Doutrina da Igreja de São Roque, em Lisboa.
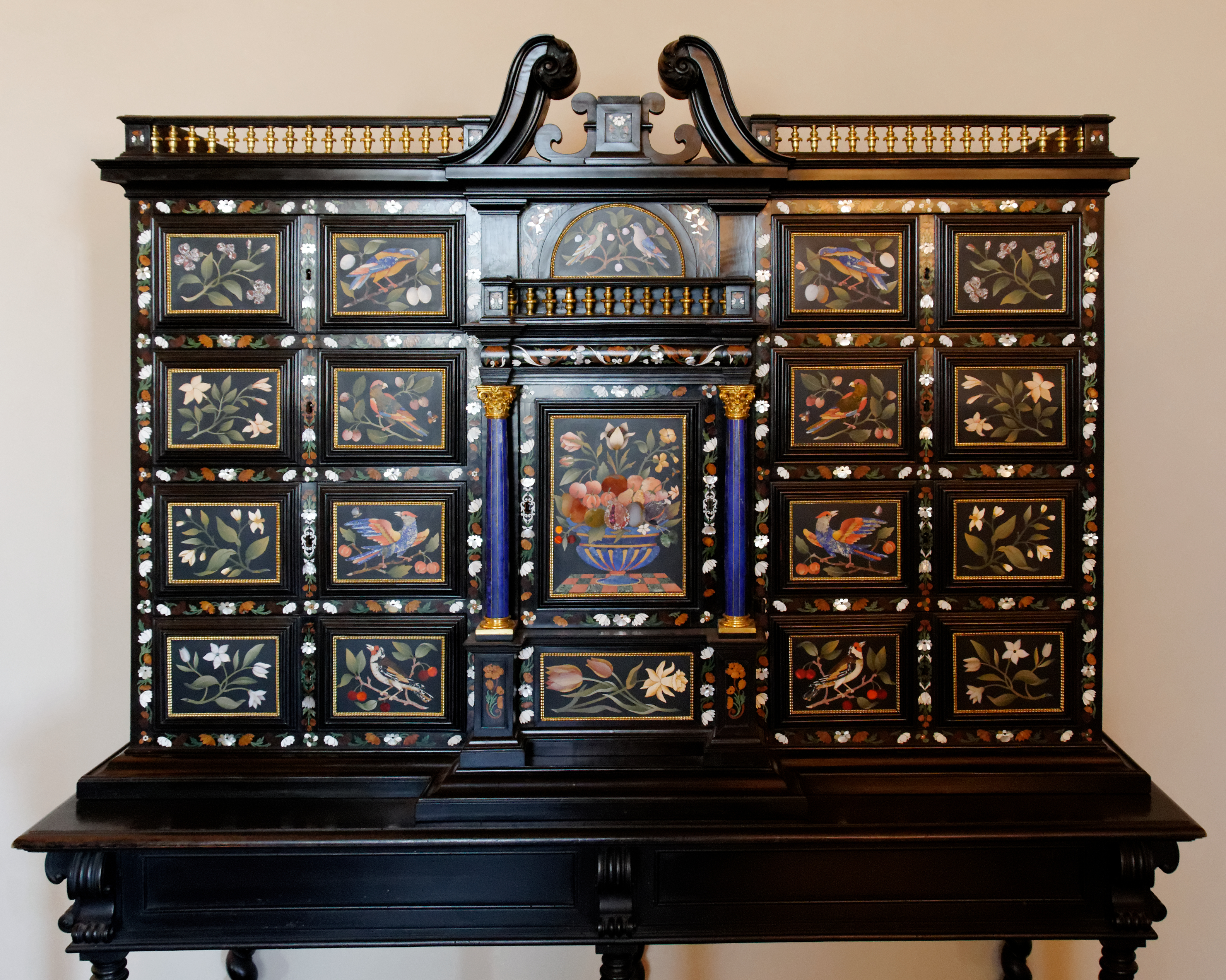
Gabinete no Palazzo Vecchio, em Florença.
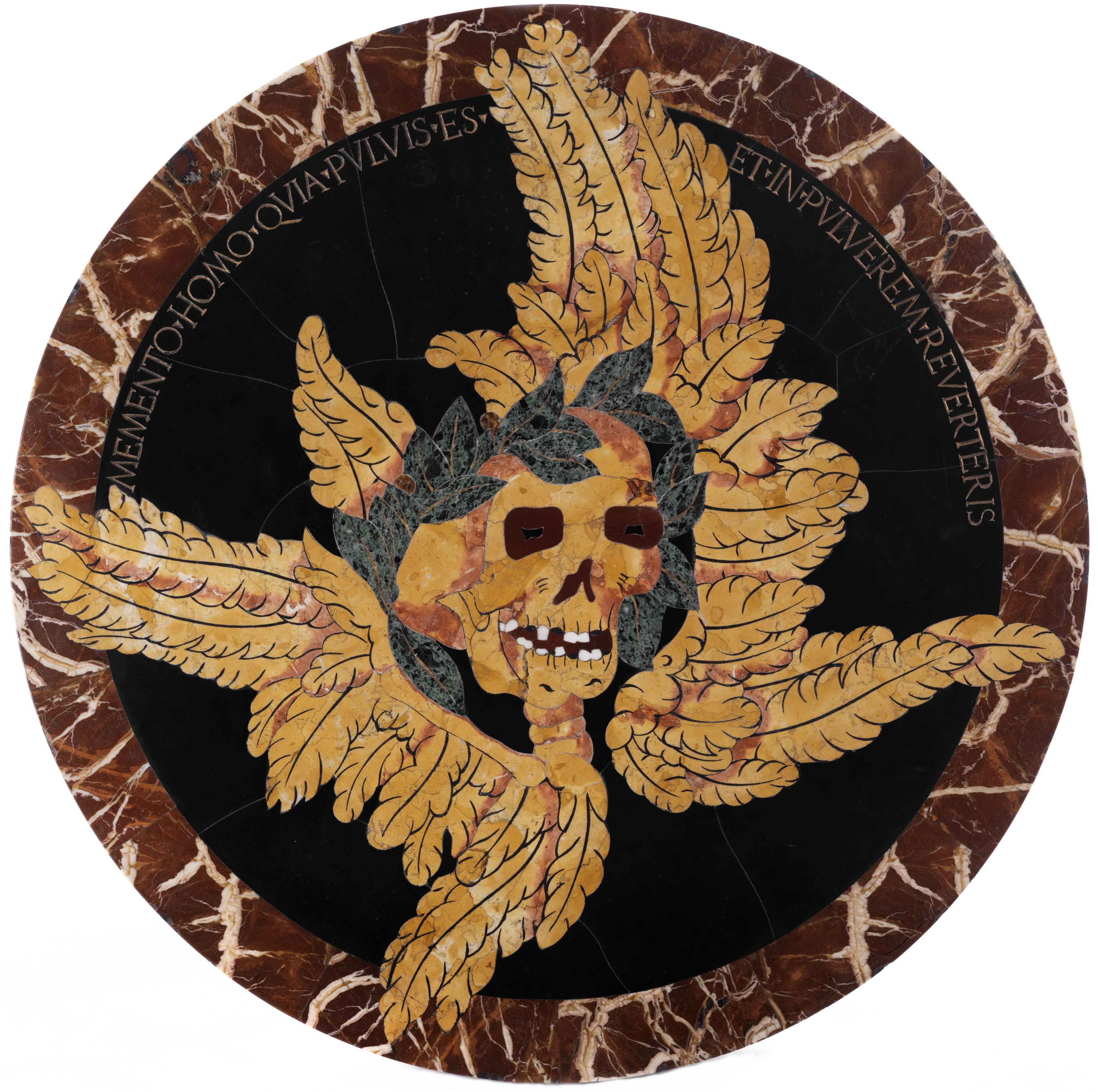
Memento mori
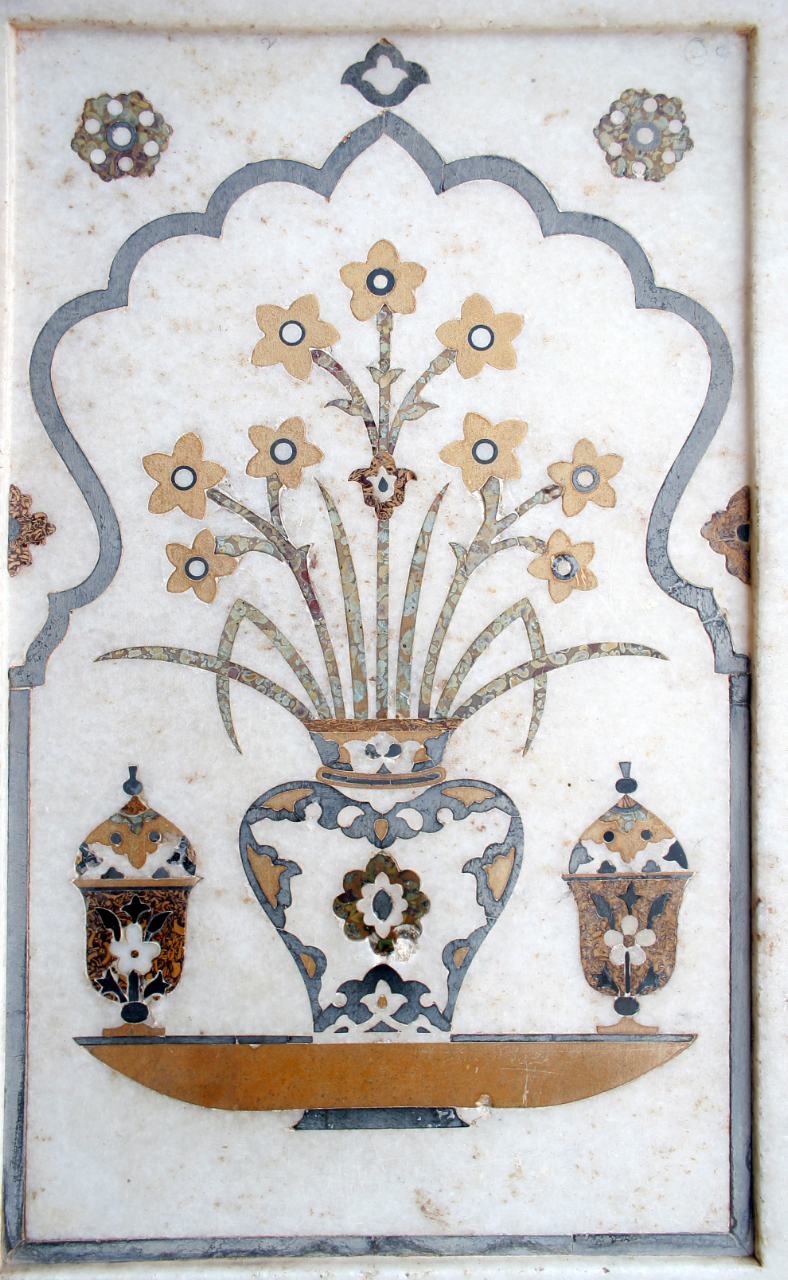
Decoração do túmulo de Itmad-Ud-Daulah, também em Agra, na Índia.